# Kriminalomsorgen
Kriminalomsorgen er en norsk offentlig instans med ansvaret for at håndhæve varetægtsfængsling, fængselsstraf og kriminalforsorg i frihed på en måde, der er betryggende for samfundet og forebygger kriminelle handlinger. Myndigheden blev dannet som Fængselsstyrelsen 1875 og hører under det norske Justitsministeriet (Justis- og beredskapsdepartementet).
Kriminalomsorgen er organiseret i et hierarki bestående af et centralt niveau med Kriminalomsorgsdirektoratet (KRID, tidligere Kriminalomsorgens sentrale forvaltning), et regionalt niveau, med fem regionale administrationer, og et lokalt niveau med de enkelte fængsler og kriminalforsorgskontorer. Hertil kommer Kriminalomsorgens Utdanningssenter (KRUS), som er ansvarlig for uddannelse af fængselsfunktionærer, og Kriminalomsorgens IT-tjeneste (KIT), der er ansvarlig for udvikling, installation og vedligeholdelse af informationsteknologi (IT) i Kriminalomsorgen.
Kriminalomsorgen i Norge tilsvarer Kriminalforsorgen i Danmark.